# Melange (Textil)
Eine Melange (franz. Melange = Mischung) ist ein Garn, das aus verschieden farbigen Fasern gemischt und gesponnen wird. Es handelt sich somit um ein mehrfarbiges Garn. Melangen werden in der Regel kammzugfarbig produziert. Nach der Verarbeitung des Melangegarns zu einer textilen Fläche wirkt diese fein/diffus-mehrfarbig, je nach Anzahl der eingesetzten Farbkomponenten. Garnfarbige Melangen aus verschieden anfärbbaren Fasern z. B. aus Wolle/Acryl-Gemischen, sind ebenfalls technisch umsetzbar, liefern jedoch nur zweifarbige, wesentlich einfachere Melangeeffekte.  